# Väggmålningar i Nordirland

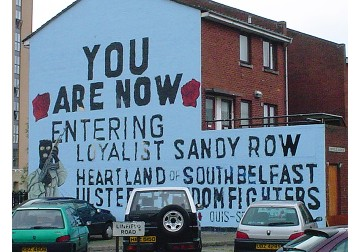
Väggmålning i Sandy Row.

Muralmålningar är vanliga i Nordirland och används för att sprida politiska budskap, men även för att visa historiska händelser och för att hylla personer.